# (1051) Merope
(1051) Merope ist ein Asteroid des Hauptgürtels, der am 16. September 1925 vom deutschen Astronomen Karl Wilhelm Reinmuth in Heidelberg entdeckt wurde. 
Benannt ist der Asteroid nach Merope, einer der Plejaden aus der griechischen Mythologie.